# Selaginella latifrons
Selaginella latifrons är en mosslummerväxtart som beskrevs av Otto Warburg. Selaginella latifrons ingår i släktet mosslumrar, och familjen mosslummerväxter. Inga underarter finns listade i Catalogue of Life.